# Kaiser-Otto-Straße 33 (Quedlinburg)

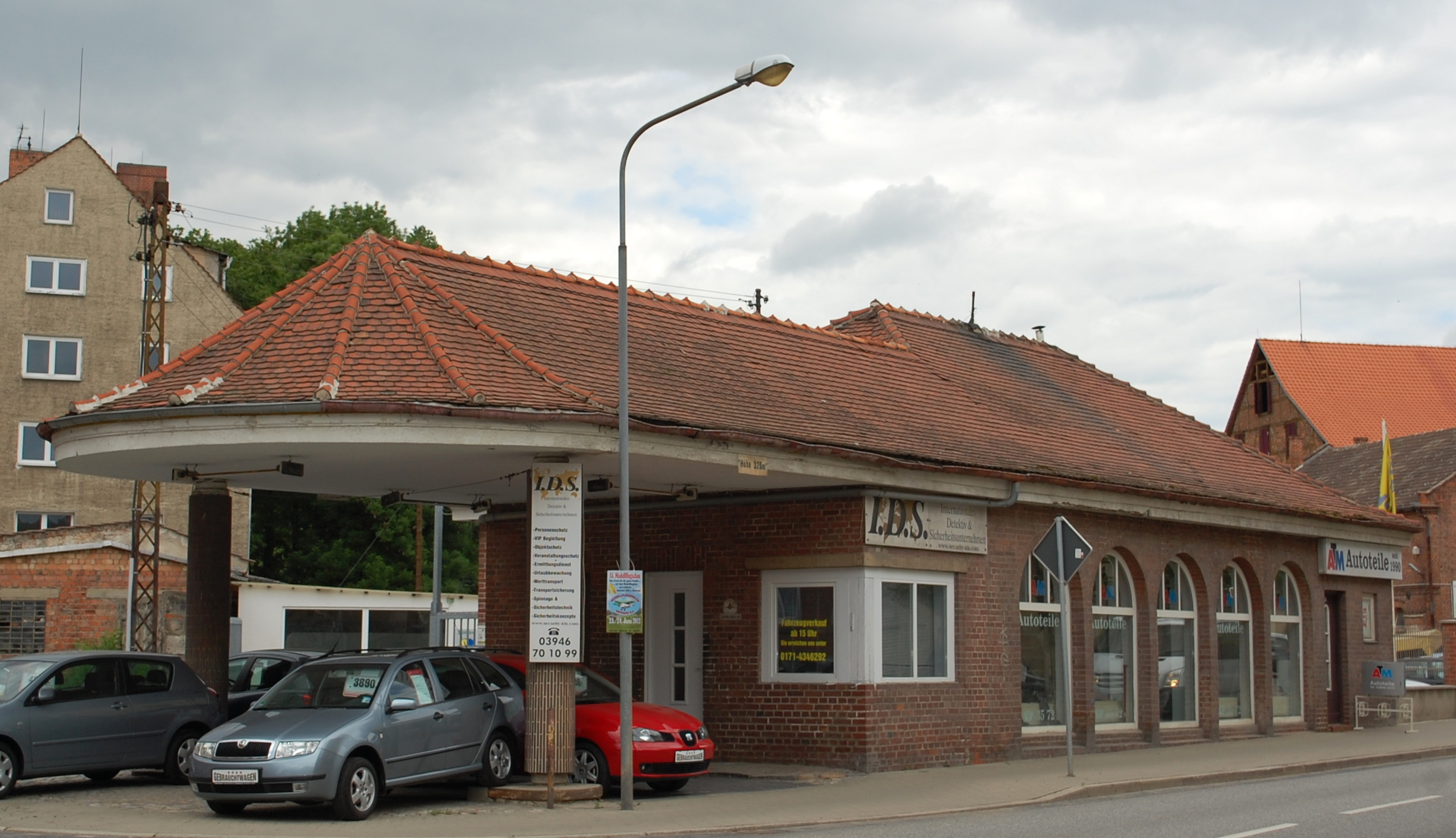
Kaiser-Otto-Straße 33

Das Haus Kaiser-Otto-Straße 33 ist eine denkmalgeschützte ehemalige Tankstelle mit Garage in der Stadt Quedlinburg in Sachsen-Anhalt.

## Lage
Es befindet sich südlich des Quedlinburger Schloßbergs an der Einmündung der Ritterstraße auf die Kaiser-Otto-Straße und ist im Quedlinburger Denkmalverzeichnis eingetragen.

## Architektur und Geschichte
Der Gebäudekomplex wurde als eingeschossiges, langgestrecktes Gebäude aus Backstein errichtet. Seine heutige Gestaltung erhielt das Haus bei einem 1937 durch Herbert Puls erfolgten Umbau. Der Bau gliedert sich in einen Bereich für die Präsentation von Fahrzeugen, eine Werkstatt und an der Straßenecke schließlich eine überdachte Tankstelle. Die zur Straßenseite zeigenden, als Rundbögen ausgeführte Schaufenster reichten ursprünglich bis zum Boden. Oberhalb des Eingangs findet sich der historische Schriftzug Kraftfahrzeuge.
Das Gebäude wird noch heute (Stand 2012) als Verkaufsfläche für Kraftfahrzeuge genutzt. Die Tankstelle ist allerdings nicht mehr als solche in Betrieb. In Quedlinburg gibt es an der Adresse Am Hospital 2 eine weitere denkmalgeschützte Tankstelle.